# 1804 en philosophie
Chronologie de la philosophie
- 1800
- 1801
- 1802
- 1803
- 1804
- 1805
- 1806
- 1807
- 1808

L’année 1804 a été marquée, en philosophie, par les événements suivants :

## Naissances
- 28 juillet : Ludwig Feuerbach, mort en 1872.
- 3 octobre : Hippolyte Léon Denizard Rivail, dit Allan Kardec, mort en 1869.

## Décès
- 6 février à Northumberland, Pennsylvanie : Joseph Priestley, né le 24 mars 1733 (O.S. (en)) à Birstall, West Yorkshire), théologien, pasteur dissident, philosophe naturel, pédagogue et théoricien de la politique anglais qui publia plus de cent cinquante ouvrages. Connu pour ses travaux de chimiste et de physicien, on lui attribue généralement la découverte de l'oxygène qu'il a isolé dans son état gazeux. C'est en 1774 que Priestley produisit pour la première fois de l'oxygène. Cependant, en tant que partisan de la théorie phlogistique, il nomma ce nouveau gaz « air déphlogistiqué », et ne se rendit pas compte de l'importance de sa découverte. Carl Wilhelm Scheele, lui aussi partisan du phlogistique, revendiqua la découverte de l'« oxygène », mais il devait revenir au chimiste français Antoine Lavoisier, père de la chimie moderne et démystificateur de la théorie du phlogistique, d’identifier le nouveau gaz par son poids spécifique et de donner à l'oxygène son nom[1],[2].

- 12 février : Emmanuel Kant, né en 1724.